# Letnitsa
Letnitsa (en búlgaro: Летница) es una ciudad de Bulgaria en la provincia de Lovech.

## Geografía
Se encuentra a una altitud de 80 m s. n. m. a 187 km de la capital nacional, Sofía.

## Demografía
Según estimación 2012 contaba con una población de 4 363 habitantes.
|         | 2004  | 2005  | 2006  | 2007  | 2008  | 2009  | 2010  |
| Mujeres | 1 985 | 1 984 | 1 971 | 1 978 | 1 968 | 1 970 | 1 888 |
| Varones | 1 844 | 1 845 | 1 828 | 1 817 | 1 801 | 1 769 | 1 689 |
| Total   | 3 829 | 3 829 | 3 799 | 3 795 | 3 769 | 3 739 | 3 577 |